# Circuit des 24 Heures du Mans

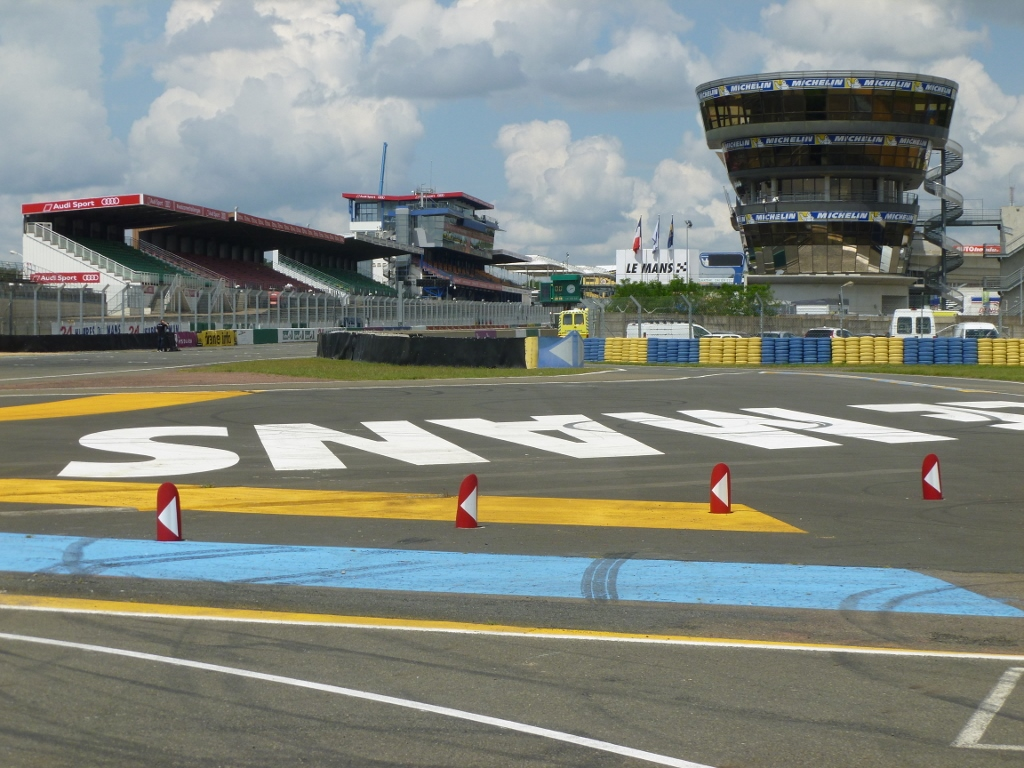
Curva di "raccordement"

Il Circuit des 24 Heures du Mans, detto anche Circuit de la Sarthe, situato in prossimità della città di Le Mans nel dipartimento della Sarthe in Francia, è un tracciato non permanente sul quale si disputa una delle gare più importanti e famose del mondo: la 24 Ore di Le Mans.

## Descrizione
Dal 2017 la lunghezza totale è di 13 626 metri, e ciò lo porta a essere uno dei tracciati più lunghi del mondo. La particolarità del circuito è di utilizzare sia alcune porzioni di strade dipartimentali (la D338 e la D139) aperte alla circolazione dei veicoli, sia una parte del circuito Bugatti. Le parti più celebri del tracciato sono le curve Dunlop, Esse de la forêt, Tertre Rouge, Mulsanne, Indianapolis, Arnage e Porsche e soprattutto il rettilineo delle Hunaudières.

## Modifiche
Il tracciato ha subito varie modifiche nel corso degli anni, più o meno nette, per adeguarsi allo sviluppo tecnologico delle vetture e soprattutto ai criteri di sicurezza sempre più rigorosi. Già dalla fine degli anni 1960 vennero ridotti i tratti più veloci e pericolosi con l'inserimento di chicane, addolcimenti e rallentamenti.
I cambiamenti più significativi sono stati i seguenti:
- 1968, creazione della prima chicane Ford prima del traguardo
- 1972, abbandono della sezione della D139 di Maison Blanche, sostituita da un percorso più interno con le curve Porsche e il raddoppio della chicane Ford
- 1987, riduzione della lunghezza della curva Dunlop con l'introduzione di una chicane
- 1990, inserimento di due chicane sul rettifilo delle Hunaudières
- 2001, abbassamento del dosso di Mulsanne e rifacimento della Esse de la forêt
- 2007, modifica della curva di Tertre Rouge, resa più veloce spostandola all'interno per aumentarne la via di fuga
- 2017, leggera modifica alla prima delle curve Porsche spostata verso l'interno per allargare la via di fuga, anche grazie all'abbattimento di alcuni alberi all'esterno.

## Differenti configurazioni
Dalla sua creazione nel 1923, in seguito a continue modifiche, la lunghezza del circuito non smette di cambiare.
| Anni di utilizzo           | Anno record               | Distanza record                  | Media record              | Record sul giro in corsa         | Pilota-Vettura                           | Record sul giro in prova         | Pilota-Vettura                      |                           |                           |                           |
| Circuito N°1 di 17,262 km  | Circuito N°1 di 17,262 km | Circuito N°1 di 17,262 km        | Circuito N°1 di 17,262 km | Circuito N°1 di 17,262 km        | Circuito N°1 di 17,262 km                | Circuito N°1 di 17,262 km        | Circuito N°1 di 17,262 km           | Circuito N°1 di 17,262 km | Circuito N°1 di 17,262 km | Circuito N°1 di 17,262 km |
| -------------------------- | ------------------------- | -------------------------------- | ------------------------- | -------------------------------- | ---------------------------------------- | -------------------------------- | ----------------------------------- | ------------------------- | ------------------------- | ------------------------- |
| 1923-1928                  | 1928                      | 2 669,27 km Bentley              | 111,219 km/h              | 8'07" (127,604 km/h) nel 1928    | Henry Birkin Bentley                     |                                  |                                     |                           |                           |                           |
| Circuito N°2 di 16,340 km  |                           |                                  |                           |                                  |                                          |                                  |                                     |                           |                           |                           |
| 1929-1931                  | 1931                      | 3 015,65 km Alfa-Romeo           | 125,735 km/h              | 6'48" (144,362 km/h) nel 1930    | Henry Birkin Bentley                     |                                  |                                     |                           |                           |                           |
| Circuito N°3 di 13,492 km  |                           |                                  |                           |                                  |                                          |                                  |                                     |                           |                           |                           |
| 1932-1955                  | 1955                      | 4 135,38 km Jaguar D             | 172,308 km/h              | 4'06"6 (196,963 km/h) nel 1955   | Mike Hawthorn Jaguar D                   |                                  |                                     |                           |                           |                           |
| Circuito N°4 di 13,461 km  |                           |                                  |                           |                                  |                                          |                                  |                                     |                           |                           |                           |
| 1956-1967                  | 1967                      | 5 232,90 km Ford GT40 Mk IV      | 218,038 km/h              | 3'23"6 (238,014 km/h) nel 1967   | Mario Andretti e Dennis Hulme Ford MK IV | 3'24"04 (236,082 km/h) nel 1967  | Bruce McLaren Ford MK IV            |                           |                           |                           |
| Circuito N°5 di 13,469 km  |                           |                                  |                           |                                  |                                          |                                  |                                     |                           |                           |                           |
| 1968-1971                  | 1971                      | 5 335,31 km Porsche 917K         | 222,304 km/h              | 3'18"4 (244,387 km/h) nel 1971   | Jackie Oliver Porsche 917K               | 3'13"6 (250,457 km/h) nel 1971   | Jackie Oliver Porsche 917           |                           |                           |                           |
| Circuito N°6 di 13,640 km  |                           |                                  |                           |                                  |                                          |                                  |                                     |                           |                           |                           |
| 1972-1978                  | 1978                      | 5 044,53 km Renault Alpine A442B | 210,189 km/h              | 3'34"2 (229,24 km/h) nel 1978    | J.P.Jabouille Renault Alpine A443        | 3'27"6 (236,531 km/h) nel 1978   | Jacky Ickx Porsche 936              |                           |                           |                           |
| Circuito N°7 di 13,626 km  |                           |                                  |                           |                                  |                                          |                                  |                                     |                           |                           |                           |
| 1979-1985                  | 1985                      | 5 088,51 km Porsche 956          | 212,021 km/h              | 3'25"1 (239,169 km/h) nel 1985   | Jacky Ickx Porsche 962                   | 3'14"80 (251,815 km/h) nel 1985  | Hans Stuck Porsche 962              |                           |                           |                           |
| Circuito N°8 di 13,528 km  |                           |                                  |                           |                                  |                                          |                                  |                                     |                           |                           |                           |
| 1986                       | 1986                      | 4 972,73,51 km Porsche 962 C     | 207,197 km/h              | 3'23"3 (239,551 km/h) nel 1986   | Klaus Ludwig Porsche 956                 | 3'15"99 (243,486 km/h) nel 1986  | Jochen Mass Porsche 962 C           |                           |                           |                           |
| Circuito N°9 di 13,535 km  |                           |                                  |                           |                                  |                                          |                                  |                                     |                           |                           |                           |
| 1987-1989                  | 1988                      | 5 332,79 km Jaguar XJR-9         | 221,665 km/h              | 3'21"27 (242,093 km/h) nel 1989  | Alain Ferté Jaguar XJR-9                 | 3'15"04 (249,826 km/h) nel 1989  | J.L.Schlesser Sauber Mercedes C9    |                           |                           |                           |
| Circuito N°10 di 13,600 km |                           |                                  |                           |                                  |                                          |                                  |                                     |                           |                           |                           |
| 1990-1996                  | 1993                      | 5 100,00 km Peugeot 905          | 213,358 km/h              | 3'27"47 (235,986 km/h) nel 1993  | Eddie Irvine Toyota TS010                | 3'21"209 (243,329 km/h) nel 1992 | Philippe Alliot Peugeot 905         |                           |                           |                           |
| Circuito N°11 di 13,605 km |                           |                                  |                           |                                  |                                          |                                  |                                     |                           |                           |                           |
| 1997-2001                  | 2000                      | 5 007,98 km Audi R8              | 208,666 km/h              | 3'35"032 (227,771 km/h) nel 1999 | Ukyo Katayama Toyota GT-One              | 3'29"930 (233,306 km/h) nel 1999 | Martin Brundle Toyota GT-One        |                           |                           |                           |
| Circuito N°12 di 13,650 km |                           |                                  |                           |                                  |                                          |                                  |                                     |                           |                           |                           |
| 2002-2005                  | 2004                      | 5 169,97 km Audi R8              | 215,415 km/h              | 3'33"483 (230,182 km/h) nel 2002 | Tom Kristensen Audi R8                   | 3'29"905 (234,106 km/h) nel 2002 | Rinaldo Capello Audi R8             |                           |                           |                           |
| Circuito N°13 di 13,650 km |                           |                                  |                           |                                  |                                          |                                  |                                     |                           |                           |                           |
| 2006                       | 2006                      | 5 187,00 km Audi R10 TDI         | 215,409 km/h              | 3'31"211 (232,658 km/h) nel 2006 | Tom Kristensen Audi R10 TDI              | 3'30"466 (233,482 km/h) nel 2006 | Rinaldo Capello Audi R10 TDI        |                           |                           |                           |
| Circuito N°14 di 13,629 km |                           |                                  |                           |                                  |                                          |                                  |                                     |                           |                           |                           |
| 2007-2017                  | 2010                      | 5 410,713 km Audi R15 TDI        | 225,228 km/h              | 3'17"475 (248,459 km/h) nel 2015 | A. Lotterer Audi R18 e-tron quattro      | 3'14"791 (255,822 km/h) nel 2017 | K. Kobayashi Toyota TS050 Hybrid    |                           |                           |                           |
| Circuito N°15 di 13,626 km |                           |                                  |                           |                                  |                                          |                                  |                                     |                           |                           |                           |
| 2018-...                   | 2018                      | 5 286,888 km Toyota TS050 Hybrid | 220,015 km/h              | 3'17"658 (248,174 km/h) nel 2018 | Sébastien Buemi Toyota TS050 Hybrid      | 3'15"377 (251,072 km/h) nel 2018 | Kazuki Nakajima Toyota TS050 Hybrid |                           |                           |                           |
| Anni di utilizzo           | Anno record               | Distanza record                  | Media record              | Record sul giro in corsa         | Pilota-Vettura                           | Record sul giro in prova         | Pilota-Vettura                      |                           |                           |                           |

## Storia
Dopo il successo di pubblico riscosso dal primo Gran Premio della storia dell'Automobilismo disputato proprio a Le Mans nel 1906, si pensò di istituire una corsa annuale, la 24 Ore di Le Mans, da disputare in un circuito che raccordava alcune strade attorno alla città. Il primo tracciato venne realizzato nel 1923.
È famoso soprattutto per il suo lungo rettilineo, un tratto della RN138 (Route Nationale 138 - Strada nazionale 138), noto tra i locali come Ligne Droite des Hunaudières, o in italiano come Rettilineo di Mulsanne. Contrariamente a molte altre gare in cui la velocità nelle curve è più importante della velocità di punta, quest'ultima è stata un parametro critico per essere competitivi a Le Mans. Questo ha portato a sviluppare progetti speciali per la carrozzeria, come la "coda lunga" introdotta da Charles Deutsch e Robert Choulet. Anche la frenata alla fine del rettilineo è critica; il primo impiego dei freni a disco fu da parte di una Jaguar che correva a Le Mans. Per non parlare del consumo di carburante, altro parametro fondamentale per essere vincenti: il sistema cut-off, che taglia l'alimentazione del motore in frenata, utile nel parzializzare il consumo di benzina, è stato sviluppato proprio qui.
Il circuito è sempre stato sinonimo di grande affaticamento meccanico, dato dai lunghi rettifili in cui l'acceleratore è aperto al massimo per oltre il 70% del tempo sul giro, dai continui cambi marcia, alle inevitabili violente frenate. Il lunghissimo rettilineo delle Hunaudières è uno dei tratti più caratteristici, in cui le vetture, anno dopo anno, sono riuscite a raggiungere velocità di punta sempre più elevate: se nel 1954 la Jaguar D arrivava a 278 km/h, nel 1971 la Porsche 917 viaggiava già a 362 km/h.
Durante gli anni settanta le velocità massime diminuirono, dopo che nuove regole ridussero le dimensioni e la potenza dei motori, mentre l'evoluzione dell'aerodinamica permise agli ingegneri di aumentare la velocità nelle curve e ridurre quella massima. Quest'evoluzione venne favorita anche dai piloti, perché rendeva le auto più facili da guidare, divenendo meno violente in accelerazione e in frenata e richiedendo meno attenzione in rettilineo; inoltre portava meno stress alle auto. Nell'arco di 24 ore questi risultano benefici importanti.
Per la fine degli anni ottanta le auto più veloci raggiungevano nuovamente delle velocità massime notevoli. Nel 1988 una WM P88, spinta da un motore V6 Peugeot turbo e guidata da Roger Dorchy, raggiunse la velocità di 405 km/h durante la gara. Questa performance non viene generalmente considerata importante, perché si trattò di una mossa pubblicitaria da parte di una scuderia in cerca di sponsor: l'auto venne assettata per la velocità massima, con prese d'aria parzializzate. Ma l'anno successivo una Sauber C9 raggiunse una velocità di punta di 400 km/h durante le prove, e la FISA decise che la situazione era diventata troppo pericolosa. Due chicane vennero quindi aggiunte in tempo per la gara del 1990, allo scopo di abbassare le velocità massime. Verso la fine del rettilineo era presente un dosso, detto "di Mulsanne", sul quale nel 1999 la Mercedes-Benz CLR di Mark Webber decollò, ribaltandosi. Il dosso venne abbassato nell'inverno precedente alla gara del 2001, sempre a scopo di sicurezza; anche se il dosso è ancora presente, risulta molto più basso di quanto non fosse in precedenza. Nei lunghi rettilinei immersi nei boschi si nota in modo rilevante la differenza di velocità tra le vetture prototipo più veloci e le meno esasperate Gran Turismo; i piloti devono prestare molta attenzione anche di notte nell'oscurità o peggio in caso di pioggia (molto frequente) per i rischi di aquaplaning. Sono diverse le tragedie verificatesi sul circuito e innumerevoli quelle sfiorate.